# トウガラシ属

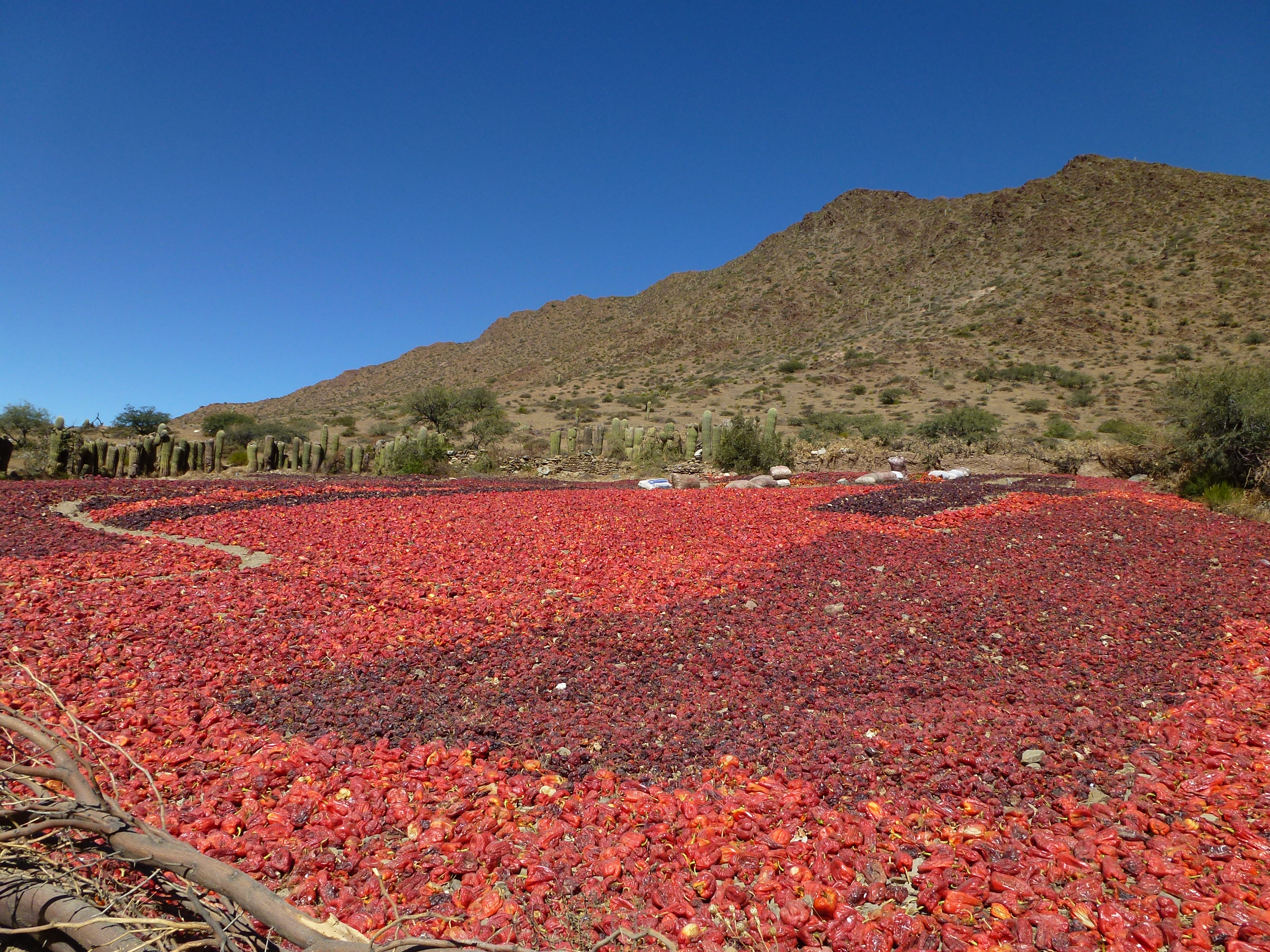

トウガラシ属（トウガラシぞく、学名：Capsicum）は、ナス科の属の1つ。ほとんどが一年草である。数十種が世界中に分布し、数百を超える栽培品種が存在する。
学名のCapsicumは、トウガラシ果実の形状に由来するラテン語の「capsa」（袋）に由来するとされる。英語の「capsule」（カプセル）も同系語である。

## 辛味
トウガラシ属の果実には辛味成分カプサイシンを含む物が多く、トウガラシは辛さの代名詞ともなっている。トウガラシの辛さを表す単位としてスコヴィル値が使用される。
トウガラシ属の果実が辛味を持った理由として、なるべく動物よりも辛味を感じない鳥類に食べられる事によってより広い地域に蒔種するためと考えられている。やがて人類に香辛料として利用される様になり、広く世界中に分布される事となった。

## 栽培史
正確な年代は不明ではあるが、ペルーやメキシコの遺跡の発掘状況によれば、トウガラシ属が利用され出したのは紀元前8,000年まで遡り、他のアメリカ大陸で栽培化された品種よりも早くから利用されてきた。ただ初期は栽培種というよりも野生種を半栽培の形で、集落や路傍の近辺に生えたものを利用していたのかもしれない。
栽培化にあたっては、主に小型で脱落性のものと大型で非脱落性のものという性質が選ばれ、メキシコでは紀元前1500年には栽培化が完了したと考えられている。現在中南米ではトウガラシ属10種が利用されているが、そのうち5種は基本的に原生地で栽培化され、また現在でもほぼ野生種のまま継続的に利用されている種もある。

## 主な種
トウガラシ属には数十種が確認されており、さらに新種と思われる種が発見され続けている。それらの分類方法にも研究者の間で学説が分かれている。
Capsicum annuum L. トウガラシ（広義）
温帯から亜熱帯にかけて広い地域に分布。メキシコ原産。花の色は、白、まれに紫。主な栽培品種は下記の通り。
- 'Abbreviatum' コトウガラシ
- 'Acuminoum' トウガラシ（狭義）
- 'Cerasiforme' ホシトウトウガラシ（チェリーペッパー）
- 'Conoides' ゴシキトウガラシ（タバスコペッパー）
- 'Fasciculatum' ヤツブサ（八房、レッドクラスターペッパー）
- 'Grossum' ピーマン（シシトウガラシ）
- 'Longum' ナガミトウガラシ（ロングペッパー）
- 'Nigrym' ムラサキトウガラシ
- 'Parvo-acuminatum' タカノツメ（鷹の爪）

その他、パプリカやホンタカ（本鷹）、ハラペーニョ（30,000-50,000スコヴィル単位）、バスク地方のピマン・デスペレット等もある。
Capsicum baccatum L. アヒ・アマリージョ
ボリビア、ペルーで一般的な種類。2500－5000スコヴィル値。黄緑の花。
Capsicum cardenasii Heiser & P.G.Sm. ウルピカ
ボリビアに自生する野生種。花は釣鐘状、紫色。
Capsicum chinense Jacq. カプシクム・キネンセ
C. frutescensの近類種。原産はアマゾン流域の低地、西インド諸島やメキシコからボリビア、ブラジルに分布。主な品種はハバネロ。黄緑の花
Capsicum frutescens L. キダチトウガラシ（木立唐辛子）
熱帯、亜熱帯に分布。主な品種はプリッキーヌー（phrik kii nuu）、島トウガラシ、タバスコペッパー（100,000スコヴィル単位）。
Capsicum pubescens Ruiz & Pav. ロコト
主にアンデス山脈，メキシコや中央アメリカの高地。ペルー、ボリビアで栽培されている激辛の固有種。6,000年以上の歴史がある。栽培地を選ぶ種類のため世界的には普及していない。50,000-100,000スコヴィル単位。紫の花。